# دايسوكي كتو
دايسوكي كتو (باليابانية: 後藤 大輔) (مواليد 25 أبريل 1982)، هو لاعب كرة قدم سابق كان يلعب كلاعب وسط.